# Henvo

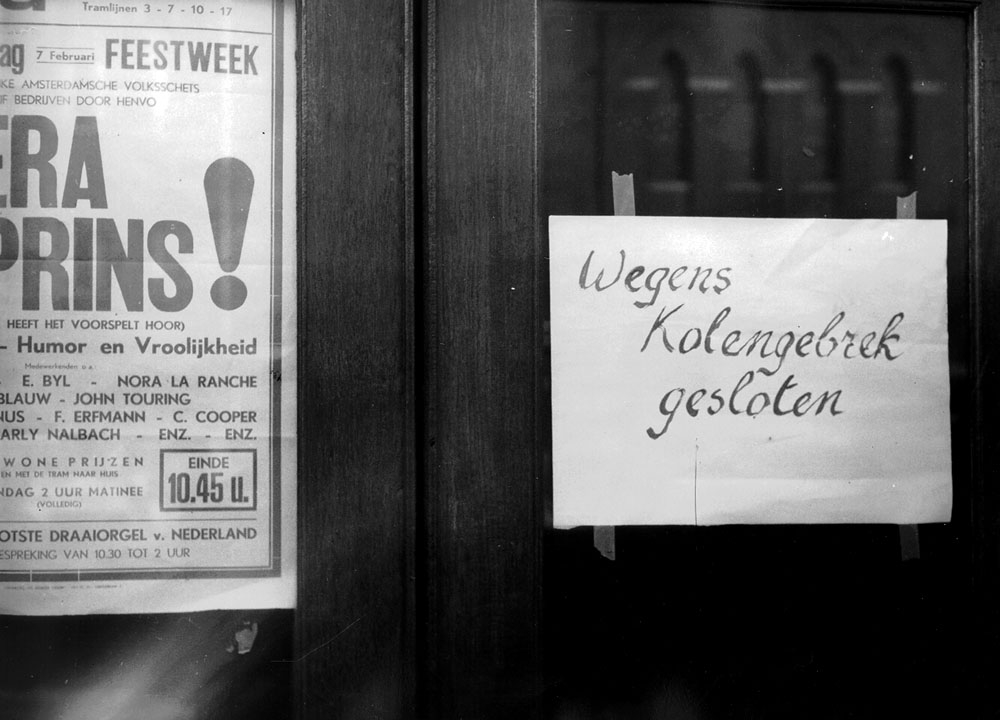
Voorstelling van Hoera, een prins van Henvo in 1947 gaat niet door vanwege een gebrek aan kolen

Hendricus Jacobus (Henk) Voogt (Amsterdam, 9 november 1894 – aldaar, 21 november 1967) was een Nederlands tekstschrijver en theaterproducent die bekend is geworden onder het pseudoniem Henvo.
Voogt was zoon van werkman Fredrik Theodorus Cornelis Voogt en Agatha Jacoba Chnike. Hijzelf was enige tijd getrouwd met Jansje Poppes en Meintje Wels.
Hij was eerste werkman en incasseerder. Voogt schreef teksten voor revue’s en liedjes en had een eigen gezelschap Henvo Revue. Onder meer Willy Derby, Lou Bandy en Sylvain Poons namen liedjes af voor revues. Hij was ontdekker van Piet Muyselaar en Truce Speyck. Zijn werk was regelmatig te zien in het Asta Theater, voorloper van het Rozentheater. Daarbij was het soms zo dat hij nog tijdens de generale repetitie de teksten voltooide. Andere successen had hij als liedjesschrijver voor onder meer de neven Johnny Jordaan (Bij ons in de Jordaan en O Sabberiosia) en Willy Alberti.
Zijn 25-jarig artiestenjubileum werd op 17 november 1938 gevierd in het Apollo Theater, waarbij August Kiehl hem huldigde.
Voogt overleed op 73-jarige leeftijd.